# Eucytherura angulata
Eucytherura angulata is een mosselkreeftjessoort uit de familie van de Cytheruridae. De wetenschappelijke naam van de soort is voor het eerst geldig gepubliceerd in 1894 door Müller.